# Hydronium
 Denne artikel bør gennemlæses af en person med fagkendskab for at sikre den faglige korrekthed.

Oxonium (på engelsk kaldet hydronium) er en positivt ladet ion, som dannes ud fra vand, når det indeholder brint-ioner. 
Formlen er H3O+.
Oxonium opstår, så snart en syre bliver opløst i vand. De H+ eller hydroner, som syren frigiver, kan ikke eksistere i fri tilstand.
Stærke syrer er mere tilbøjelige til at afgive H+ og danne oxonium-ioner

## Vands autohydronolyse
Vand dissocierer spontant til oxonium- og hydroxid-ioner under følgende ligevægt, som kaldes vands autohydronolyse, eller tidligere vands autoprotolyse:
{\displaystyle {\ce {2 H2O <=> H3O+ + OH-}}}
OH−-ionens basevirkning afbalancerer syrevirkningen fra oxoniumt, og vandet bibeholder et neutralt pH på 7,0.
Ligevægten har en ligevægtskonstant, der kaldes vands ionprodukt. Ved standardbetingelser har vands ionprodukt værdien:
{\displaystyle {\ce {[H3O+ ]}}\cdot {\ce {[OH^- ]}}=1{,}0\cdot 10^{-14}\,\mathrm {(mol/L)} ^{2}}
Ligevægtskonstantens enhed er produktet af enhederne for de aktuelle koncentrationer af de to species.